# باسكال ريتشارد
باسكال ريتشارد مواليد 16 مارس 1964 في فيفي، هو دراج سويسري سابق. سبق أن شارك في دورة الألعاب الأولمبية الصيفية وفاز بميدالية أولمبية.

## التصنيف
| السنة     | 1989 | 1990 | 1991 | 1992 | 1993 | 1994 | 1995 | 1996 |
| --------- | ---- | ---- | ---- | ---- | ---- | ---- | ---- | ---- |
| تصنيف UCI | 98   | 68   | 37   | -    | 15   | 7    | 11   | 33   |
|           |      |      |      |      |      |      |      |      |
| مصدر: UCI |      |      |      |      |      |      |      |      |

## الميداليات
| الميدالية | المسابقة                       |
| --------- | ------------------------------ |
| ذهبية     | الألعاب الأولمبية الصيفية 1996 |

## = التصنيف
| السنة     | 1989 | 1990 | 1991 | 1992 | 1993 | 1994 | 1995 | 1996 |
| --------- | ---- | ---- | ---- | ---- | ---- | ---- | ---- | ---- |
| تصنيف UCI | 98   | 68   | 37   | -    | 15   | 7    | 11   | 33   |
|           |      |      |      |      |      |      |      |      |
| مصدر: UCI |      |      |      |      |      |      |      |      |

== سباقات أو مراحل فاز بها ===
| التاريخ        | السباق                                                             | المركز                                             |
| -------------- | ------------------------------------------------------------------ | -------------------------------------------------- |
| 01 يناير 1985  | Grand Prix Guillaume Tell 1985                                     | الفائز في التصنيف العام                            |
| 05 يناير 1986  | 1986 Switzerland National Cyclo-cross Championships Men            | الفائز في التصنيف العام                            |
| 01 يناير 1987  | Grand Prix Guillaume Tell 1987                                     |                                                    |
| 11 يناير 1987  | 1987 Switzerland National Cyclo-cross Championships Men            | الفائز في التصنيف العام                            |
| 28 يونيو 1987  | 1987 Switzerland National Road Cycling Championships - Men RR      |                                                    |
| 10 يناير 1988  | 1988 Switzerland National Cyclo-cross Championships Men            |                                                    |
| 01 يناير 1989  | 1989 Switzerland National Road Cycling Championships - Men RR      | الفائز في التصنيف العام                            |
| 08 يناير 1989  | 1989 Switzerland National Cyclo-cross Championships Men            | الفائز في التصنيف العام                            |
| 23 يوليو 1989  | سباق طواف فرنسا 1989                                               | المرتبة 23 في التصنيف العام                        |
| 01 يناير 1990  | طواف فيرزين 1990                                                   | الفائز في التصنيف العام                            |
| 23 أغسطس 1990  | 1990 Giro del Veneto                                               |                                                    |
| 01 يناير 1991  | طواف فيرزين 1991                                                   |                                                    |
| 10 مارس 1991   | تروفيو لايقويليا 1991                                              | الفائز في التصنيف العام                            |
| 28 يونيو 1991  | طواف سويسرا 1991                                                   |                                                    |
| 01 يناير 1993  | 1993 طواف إيميليا                                                  |                                                    |
| 01 يناير 1993  | 1993 Switzerland National Road Cycling Championships - Men RR      | الفائز في التصنيف العام                            |
| 09 مايو 1993   | طواف روماندي 1993                                                  | الفائز في التصنيف العام                            |
| 12 سبتمبر 1993 | 1993 Giro della Romagna                                            | الفائز في التصنيف العام                            |
| 18 سبتمبر 1993 | 1993 Giro del Lazio                                                | الفائز في التصنيف العام                            |
| 09 أكتوبر 1993 | طواف لومبارديا 1993                                                | الفائز في التصنيف العام                            |
| 01 يناير 1994  | طواف إيطاليا 1994                                                  | الأول في تصنيف الجبال، المرتبة 15 في التصنيف العام |
| 24 أبريل 1994  | 1994 Tour de Berne                                                 |                                                    |
| 01 مايو 1994   | 1994 غروسر برايس ديس كانتونس أرجو                                  | الفائز في التصنيف العام                            |
| 09 مايو 1994   | طواف روماندي 1994                                                  | الفائز في التصنيف العام                            |
| 15 مايو 1994   | جيرو دي توسكانا 1994                                               |                                                    |
| 23 يونيو 1994  | طواف سويسرا 1994                                                   | الفائز في التصنيف العام                            |
| 08 أكتوبر 1994 | طواف لومبارديا 1994                                                |                                                    |
| 23 أبريل 1995  | 1995 Tour de Berne                                                 |                                                    |
| 30 أبريل 1995  | 1995 غروسر برايس ديس كانتونس أرجو                                  | الفائز في التصنيف العام                            |
| 25 يونيو 1995  | 1995 Switzerland National Road Cycling Championships - Men RR      |                                                    |
| 16 سبتمبر 1995 | 1995 Giro del Lazio                                                | الفائز في التصنيف العام                            |
| 01 يناير 1996  | ركوب الدراجات في الألعاب الأولمبية الصيفية 1996 – رجال سباق الطريق | الفائز في التصنيف العام                            |
| 14 أبريل 1996  | كلاسيكا بريمافيرا 1996                                             |                                                    |
| 21 أبريل 1996  | لييج-باستون-لييج 1996                                              | الفائز في التصنيف العام                            |
| 01 يونيو 1998  | 1998 Grand Prix Winterthur                                         |                                                    |